# Titanoceenpentasulfide

## Inleiding
Titanoceenpentasulfide is een organotitaniumverbinding met de formule {\displaystyle {\ce {C10H10S5Ti}}}. Met meer nadruk op de structuur wordt de formule geschreven als {\displaystyle {\ce {(C5H5)2TiS5}}} of {\displaystyle {\ce {Cp2TiS5}}} (Cp staat hier voor cyclopentadiënyl). Dit metalloceen vormt een helder rode, vaste stof die oplosbaar is in organische oplosmiddelen. De stof is wetenschappelijk interessant als uitgangsstof voor ongebruikelijke allotrope vormen van zwavel of verwante anorganische ringsystemen.

## Synthese
Titanoceenpentasulfide werd voor het eerst bereid in de reactie van titanoceendicarbonyl met elementaire zwavel. De later gevonden reactie van titanoceendichloride met polysulfidezouten heeft nu de voorkeur.
{\displaystyle {\ce {(C5H5)2Ti(CO)2\ +\ \scriptstyle {\frac {5}{8}}}}}{\displaystyle {\ce {S8 \ -> \ (C5H5)2TiS5 \ + \ 2 CO}}}

## Structuur
Het complex kan het best beschreven worden als een pseudotetreader met een titaan(IV)-ion in het midden. De afstanden tussen het metaal een de eerste zwavelatomen is 242,0 en 244,0 pm, de afstanden tussen de zwavelatomen liggen in het normale bereik van 205,1 tot 205,9 pm. Ten gevolge van het stoel-stoel-evenwicht in de titaanpentasulfidering laat het Proton-NMR van de verbinding bij lagere temperatuur de twee cyclopentadiënyl-signalen apart zien, bij hogere temperatuur is het evenwicht te snel voor de NMR-tijdschaal en verschijnt slechts één signaal.

## Reacties
{\displaystyle {\ce {Cp2TiS5}}} reageert met de zwavel- en seleendichloride {\displaystyle {\ce {E_{x}Cl2}}}, waarbij titanoceendichloride en diverse polysulfide en seleno-polysulfide-ringen ontstaan. Illustratief is de synthese van {\displaystyle {\ce {S7}}} uit het titanoceen en dizwaveldichloride:
{\displaystyle {\ce {Cp2TiS5\ +\ S2Cl2\ ->\ Cp2TiCl2\ +\ S7}}}
Het reageert ook met alkenen en ketenen waarbij hetrocyclische verbindingen met Ti, C en S ontstaan. Met trialkyl- en triarylfosfanen dimeriseert de ring en ontstaan ringen van verschillende grootte, afhanklelijk van het gebruikte fosfaan.

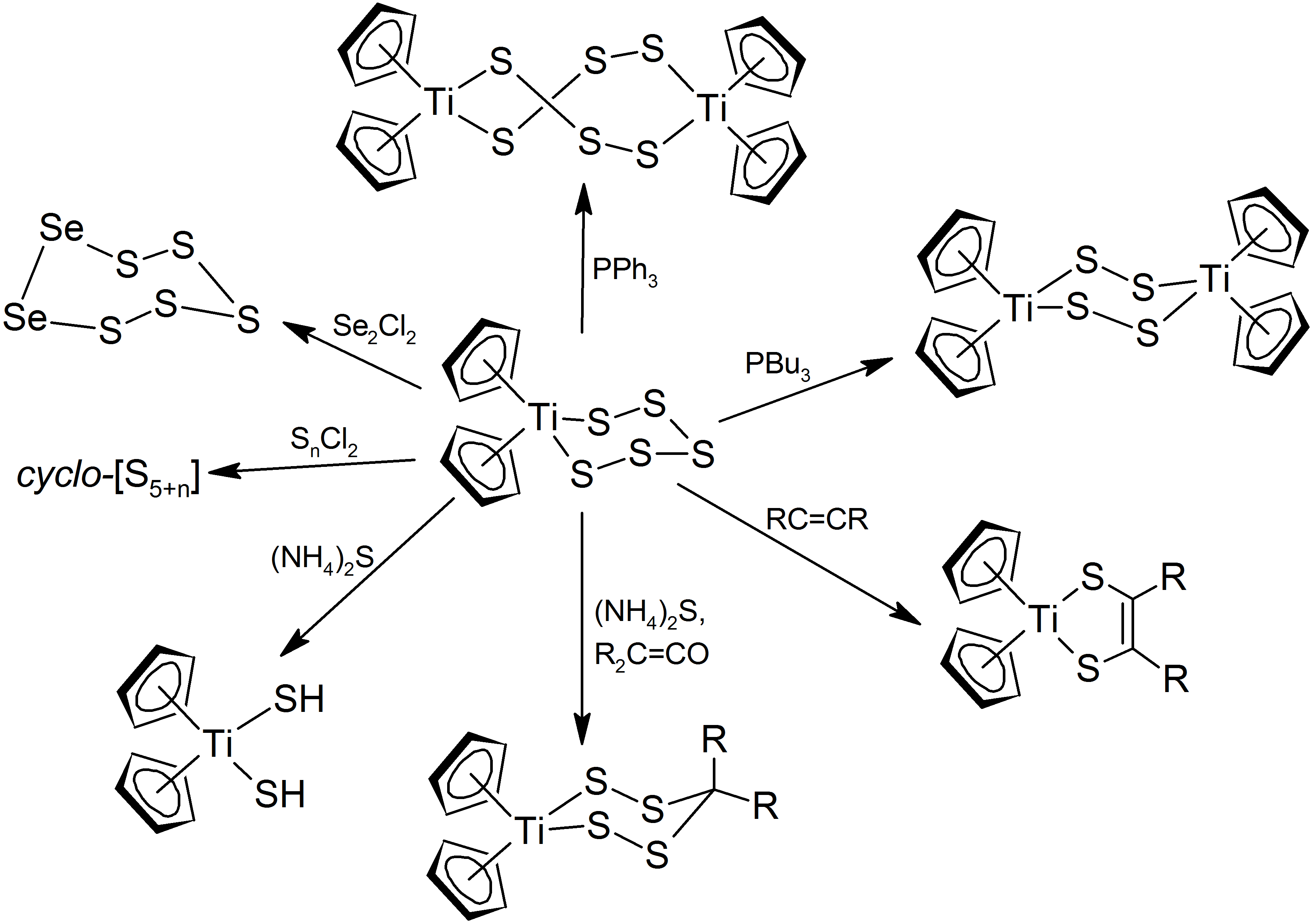
Enkele reacties van titanoceenpentasulfide